# Ailuromanzia
L'ailuromanzia (dal greco: αἴλουρος, aílouros, "gatto"), chiamata anche felidomanzia, è una pratica divinatoria basata sull'interpretazione dei movimenti e dei salti dei gatti al fine di predire eventi futuri, in particolare per effettuare previsioni del tempo. È interpretazione comune in ambito divinatorio, ad esempio, che se il gatto avvicina la coda al fuoco, o comunque ad un'importante sorgente di calore, il tempo può cambiare repentinamente con l'arrivo di forti piogge o di gelo intenso. Invece, se il gatto si rannicchia e appoggia la fronte o la testa al suolo, in ailuromanzia ciò è un segno dell'arrivo imminente di tempeste.